# ジグソー (Acid Black Cherryの曲)
「ジグソー」は、Acid Black Cherryの6枚目のシングル。2008年11月26日にmotorodから発売された。

## 概要
タイトル曲の「ジグソー」は映画『ソウ』シリーズに登場するジグソウからきている。当初はシングル用に作られたわけではなく、歌詞が全英詞の曲だったこの英語詞版は、後に『Q.E.D.』に収録された。シングル化が決まった段階で日本語を多めに書き直された。Acid Black Cherryのシングル曲では、少女の祈りIIIと共にアルバムにシングルヴァージョンが未収録の曲である。
レコーディングには今回ベーシストとして初めてIKUOを起用、他にギターをDUSTAR-3のYUKI、ドラムに菅沼孝三を起用した。PVではギターにYUKI、AKIHIDE、ベースにLa'cryma ChristiのSHUSE、ドラムにSIAM SHADEの淳士を起用。また7弦ギターが使用されている。＜Recreation Track＞とされている「ハーシー」の原曲は、1998年にFish&Chipsがリリースした同タイトルのデビューシングル。

## 収録曲

### CD
1. ジグソー [5:27]
作詞：作曲：編曲：林保徳
2. ハーシー＜Recreation Track＞ [4:54]
作詞・作曲：まる、編曲：noriyoshi matushita

DVD
1. ジグソー 【music clip】
2. OFF SHOT